# Neutralitet
Neutralitet vil i diplomatisk og folkeretlig sammenhæng sige at en stat ikke vælger side eller ikke deltager i en konflikt mellem andre stater eller militære forbund.
Man skelner mellem at være neutral og at være alliancefri, dvs. at stå udenfor en militær alliance, idet neutralitet i folkeretlig forstand kun kan forekomme i en konkret konfliktsituation. For at kunne være neutral i krigsmæssig forstand stilles visse krav, som reguleres i den 5. og 13. Haag-konvention. Konventionerne foreskriver bl.a., at den neutrale stat ikke må støtte noget militær eller tillade at dets territorium anvendes til militære formål. Et land, der forbeholder sig ret til at forsvare mod en fjende, men som i øvrigt holder sig neutral, kaldes bevæbnet neutral. 
Der findes to former for neutralitet; midlertidig og permanent. Permanent neutralitet indebærer, at en stat gennem mellemstatslige aftaler har forpligtet sig til at opretholde neutraliteten i alle fremtidige krige. Schweiz er permanent neutralt efter en beslutning på Wienerkongressen i 1815. Andre stater, der i dag er neutrale er Costa Rica, Irland og Østrig.
Neutraliteten kan handelspolitisk være en fordel, idet man som neutral stat kan handle med begge parter i konflikten, men kan være en ulempe rent sikkerhedspolitisk. Neutrale stater har dog muligheden for at fungere som mæglere i konflikter.